# 原康介
原 康介（はら こうすけ、2005年8月3日 - ）は、愛知県出身のプロサッカー選手。Jリーグ・北海道コンサドーレ札幌所属。ポジションはミッドフィルダー(MF)。

## 来歴
名古屋高校3年時に第102回全国高等学校サッカー選手権大会に出場し、同高のベスト8進出に貢献。当初は大学へ進学するつもりでいたが、選手権の活躍を評価した北海道コンサドーレ札幌からキャンプ参加のオファーを受け、最終的に2024年1月31日に札幌加入が発表された。
2024年3月2日のサガン鳥栖戦でリーグデビューを果たし、3月16日のFC町田ゼルビア戦で初ゴールを果たした。
早稲田大学人間科学部ｅスクールに特別選抜枠で合格。

## 所属クラブ
- NAGOYA VIDA FC[3]
- 名東クラブ[3] （名古屋市立川名中学校）
- 名古屋高校
- 2024年 -  北海道コンサドーレ札幌

## 個人成績
| 国内大会個人成績 | 国内大会個人成績 | 国内大会個人成績 | 国内大会個人成績 | 国内大会個人成績 | 国内大会個人成績 | 国内大会個人成績 | 国内大会個人成績 | 国内大会個人成績 | 国内大会個人成績 | 国内大会個人成績 | 国内大会個人成績 |
| 年度             | クラブ           | 背番号           | リーグ           | リーグ戦         | リーグ戦         | リーグ杯         | リーグ杯         | オープン杯       | オープン杯       | 期間通算         | 期間通算         |
| 年度             | クラブ           | 背番号           | リーグ           | 出場             | 得点             | 出場             | 得点             | 出場             | 得点             | 出場             | 得点             |
| 日本             | 日本             | 日本             | 日本             | リーグ戦         | リーグ戦         | リーグ杯         | リーグ杯         | 天皇杯           | 天皇杯           | 期間通算         | 期間通算         |
| ---------------- | ---------------- | ---------------- | ---------------- | ---------------- | ---------------- | ---------------- | ---------------- | ---------------- | ---------------- | ---------------- | ---------------- |
| 2024             | 札幌             | 35               | J1               | 12               | 2                | 3                | 0                | 3                | 1                | 18               | 3                |
| 通算             | 日本             | 日本             | J1               | 12               | 2                | 3                | 0                | 3                | 1                | 18               | 3                |
| 総通算           | 総通算           | 総通算           | 総通算           | 12               | 2                | 3                | 0                | 3                | 1                | 18               | 3                |

出場歴
- Jリーグ初出場：2024年3月2日 J1第2節 サガン鳥栖戦（駅前不動産スタジアム）
- Jリーグ初得点：2024年3月16日 J1第4節 FC町田ゼルビア戦（札幌ドーム）

## 代表歴
- U-22日本代表
  - Mirabror Usmanov Memorial Cup(2025年)